# Shekhar Gupta
Shekhar Gupta (nacido el 26 de agosto de 1957) es un periodista y autor indio. Es el fundador y actual editor en jefe de ThePrint. También es columnista del Business Standard y escribe una columna semanal que aparece todos los sábados. El Gobierno de la India le otorgó el Padma Bhushan en 2009 por su contribución al periodismo y fue elegido presidente del Gremio de Editores de la India en 2018.

## Primeros años y carrera
Gupta comenzó su carrera como periodista trabajando para The Indian Express en 1977. Trabajó allí durante 6 años y luego renunció para unirse a India Today, donde cubrió la Operación Bluestar, la Masacre de Nellie en Assam y la Guerra del Golfo en 1991. Luego se reincorporó a The Indian Express como editor en jefe y CEO, donde trabajó durante 19 años desde 1996 hasta 2015. También fue anfitrión del programa "Walk The Talk with Shekhar Gupta" para NDTV durante 15 años en el que habló con más de 600 invitados. Renunció a Indian Express en 2014 y se unió a India Today por un breve período de 2 meses.

## Premios y honores
Gupta ha recibido diversos premios: el premio Inlaks de 1985 al periodista joven del año, el premio G. K. Reddy al periodismo y el premio Fakhruddin Ali Ahmed Memorial a la integración nacional. Fue galardonado con Padma Bhushan por el entonces gobierno de la India en 2009 por su contribución al periodismo.
Bajo el liderazgo de Gupta, The Indian Express ganó tres veces el Premio al Periodismo Destacado en el Interés Público del Instituto de Prensa Internacional con sede en Viena.

## Libros
- (2018). Assam: un valle dividido. Nueva Delhi: Vikas.[10]
- (1995). India redefine su papel. IISS Adelphi Paper Series 293. Oxford: Oxford University Press para el Instituto Internacional de Estudios Estratégicos.[11]
- (2014). Anticipando la India: lo mejor de Interés Nacional. Nueva Delhi: Express Group.
- (2018). Haz lo que dices: decodificando a los políticos. Nueva Delhi: Publicaciones Rupa.

## Ensayos
- Gupta, Shekhar (6 de octubre de 2014). "Dar sentido a la bofetada de Xi". Interés nacional sobre la India Today.[12]
- Gupta, Shekhar (2 de octubre de 2015). "Transmisión principal The Lynch-Fringe". Interés Nacional en Business Standard.[13]

## Controversias
En abril de 2019, Gupta fue uno de los tres periodistas mencionados en la hoja de cargos complementaria de la estafa del trato del helicóptero AgustaWestland.